# Великоолександрівська територіальна громада
Великоолександрівська селищна територіальна громада — територіальна громада в Україні, у Бериславському районі Херсонської області з адміністративним центром у селищі Велика Олександрівка.

## Загальна внформація
Площа території — 865,4 км², населення громади — 16 239 осіб (2020).

## Населені пункти
У складі громади 3 селища (Біла Криниця, Велика Олександрівка, Кар'єрне) і 31 село: Білогірка, Білоусове, Білоусове, Безводне, Брускинське, Буцівське, Веселе, Вишневе, Давидів Брід, Довгове, Запоріжжя, Іщенка, Кам'яне, Костромка, Криничанка, Мала Олександрівка, Михайлів,  Нововасилівка, Новодмитрівка, Новомихайлів, Новопавлівка, Первомайське, Старосілля, Степове, Стійке, Твердомедове, Токареве, Трифонівка, Червона Людмилівка, Шостакове та Щасливе.
Старостинські округи: Білокриницько-Білоусівський, Брускинсько-Давидовобрідський, Малоолександрівський, Новодмитрівсько-Старосільський, Новокалузько-Новопавлівський, Трифонівський, Чкаловський.

## Історія
Створена у 2020 році, відповідно до розпорядження Кабінету Міністрів України № 726-р від 12 червня 2020 року «Про визначення адміністративних центрів та затвердження територій територіальних громад Херсонської області», шляхом об'єднання територій та населених пунктів Білокриницької та Великоолександрівської селищних, Білоусівської, Брускинської, Давидово-Брідської, Малоолександрівської, Новодмитрівської, Новокалузької, Новопавлівської, Старосільської, Трифонівської та Чкаловської сільських рад Великоолександрівського району Херсонської області.
19 липня 2020 року, в результаті адміністративно-територіально-територіальної реформи та ліквідації Великоолександрівського району, увійшла до складу Бериславського району.